# Майкоп
Майко́п (рос. Майкоп; адиг. Мыекъуапэ, трансліт. Myequapə) — місто в Російській Федерації, столиця Республіки Адигея. Місто розташоване біля північних передгір'їв Кавказького хребта на правому березі річки Білої, притоки Кубані.

## Походження назви
Назва міста походить від адигейського слова Мыекъуапэ, що означає «устя яблуневої долини». Можливе також тюркське походження май+копа, де копа тюркська назва річки Кубані XIII–XIV століть.

## Історія

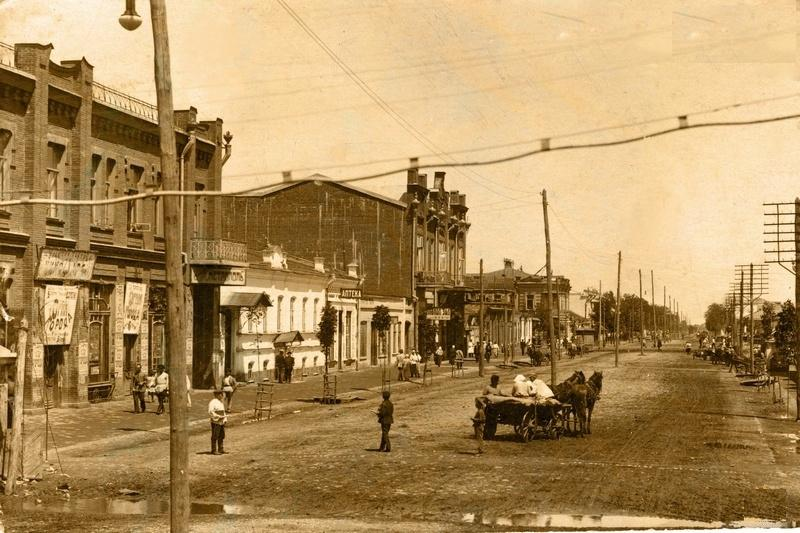
Місто на початку ХХ століття. Вулиця Офіцерська

Засноване 25 травня 1857 року генералом Козловським як російське військове укріплення.
До 1870 р. Майкоп із станиці стає містом повіту, у 1871 р. у ньому було скасовано військове управління, а в 1878 р. введено міський статус. У 1871 р. створений герб Майкопа.
1 вересня 1892 р. було відкрито Майкопське міське училище, 1 червня 1900 р. — Олександрівське реальне училище.
У 1895 р. була відкрита Майкопська міська громадська бібліотека.
У 1899 р. був побудований пушкінський народний будинок.
У 1906 році в Майкопі відкритий осередок українського товариства «Просвіта».
У вересні 1909 року у районі Майкопа було відкрито родовище нафти.
У 1910 році завершилося побудова міської телефонної станції, 12 грудня 1910 року до Майкопа прибув з Бєлорєченська перший потяг.
У 1911 завершено будівництво міського водопроводу.
Після встановлення радянської влади 7 вересня 1918 Майкоп був звільнений білогвардійцями. 22 березня 1920 місто захопили частини 1-ї Кінної армії.
27 липня 1922 р. Презідія ВЦВК винесла ухвалу про утворення Черкеської (Адигейської) автономної області з центром в місті Краснодар. У 1936 р. центром Адигейської автономної області стає Майкоп.
У 1938 р. почалося прокачування майкопської нафти по нафтопроводу Грозний — Туапсе в туапсинський порт і на нафтопереробний завод.
Під час Другої світової війни місто було окуповане з 9 серпня 1942 року по 29 січня 1943 року.
У 1990 р. обласна рада народних депутатів ухвалила рішення про перетворення Адигейської автономної області в Республіку Адигея. 3 липня 1991 р. це рішення затвердила Верховна Рада РРФСР.

## Населення
За переписом 1897 року у місті проживало 34 327 осіб (17 952 чоловіки та 16 375 жінок). Розподіл населення за мовою згідно з переписом 1897 року:
| Мова       | Осіб   | Відсоток |
| ---------- | ------ | -------- |
| російська  | 20 820 | 60,65 %  |
| українська | 10 722 | 31,24 %  |
| білоруська | 786    | 2,29 %   |
| єврейська  | 474    | 1,38 %   |
| мордовська | 453    | 1,32 %   |
| вірменська | 327    | 0,95 %   |
| грецька    | 199    | 0,58 %   |
| польська   | 175    | 0,51 %   |
| грузинська | 64     | 0,19 %   |
| інші       | 307    | 0,89 %   |
| Разом      | 34 327 | 100 %    |

Національний склад на 2002 рік:
| Народ    | Чисельність, 2002, % |
| -------- | -------------------- |
| Росіяни  | 72,59 %              |
| Адиги    | 16,65 %              |
| Вірмени  | 2,99 %               |
| Українці | 2,52 %               |

## Відомі люди
- Цівчинський Володимир Миколайович — полковник Армії УНР, начальник охорони Головного Отамана Симона Петлюри
- Бакка Олексій Вікторович — солдат резерву Міністерства внутрішніх справ України, учасник російсько-української війни 2014—2017.

## Клімат
| Клімат Майкоп           | Клімат Майкоп | Клімат Майкоп | Клімат Майкоп | Клімат Майкоп | Клімат Майкоп | Клімат Майкоп | Клімат Майкоп | Клімат Майкоп | Клімат Майкоп | Клімат Майкоп | Клімат Майкоп | Клімат Майкоп | Клімат Майкоп |
| Показник                | Січ.          | Лют.          | Бер.          | Квіт.         | Трав.         | Черв.         | Лип.          | Серп.         | Вер.          | Жовт.         | Лист.         | Груд.         | Рік           |
| Середній максимум, °C   | 3,9           | 5,8           | 11,0          | 18,2          | 22,6          | 26,2          | 28,9          | 28,5          | 24,3          | 17,6          | 12,3          | 6,9           |               |
| Середня температура, °C | −0,5          | 1,3           | 5,7           | 12,6          | 16,8          | 20,3          | 22,8          | 22,3          | 18,1          | 12,0          | 7,6           | 2,8           |               |
| Середній мінімум, °C    | −4,9          | −3,3          | 0,4           | 6,9           | 11,0          | 14,4          | 16,7          | 16,0          | 11,9          | 6,3           | 2,8           | −1,3          |               |
| Норма опадів, мм        | 60            | 41            | 51            | 58            | 73            | 89            | 70            | 58            | 62            | 66            | 75            | 69            | 772           |
| Днів з опадами          | 8             | 7             | 8             | 8             | 8             | 9             | 7             | 6             | 7             | 7             | 9             | 10            |               |
| ----------------------- | ------------- | ------------- | ------------- | ------------- | ------------- | ------------- | ------------- | ------------- | ------------- | ------------- | ------------- | ------------- | ------------- |

## Економіка
Економіка міста — це багатогалузеве господарство. В місті працює понад 1200 різних підприємств різного роду власності.
Головними галузями господарства є
- харчова,
- деревообробна,
- целюлозно-паперова,
- машинобудівна,
- металообробка,
- легка промисловість.

## Міський транспорт
В Майкопі працюють автобуси (5 міських маршрутів), а також тролейбуси (11 маршрутів, 53 тролейбуси), протяжність маршрутів яких в сумі становить 38,7 км і маршрутні таксі.
Тролейбуси є основним транспортом для центральних і східних масивів міста. Для південних і західних районів працюють автобуси і маршрутні таксі.
Повітряне сполучення здійснюється через два аеропорти Майкоп і Ханська.